# نطیلا

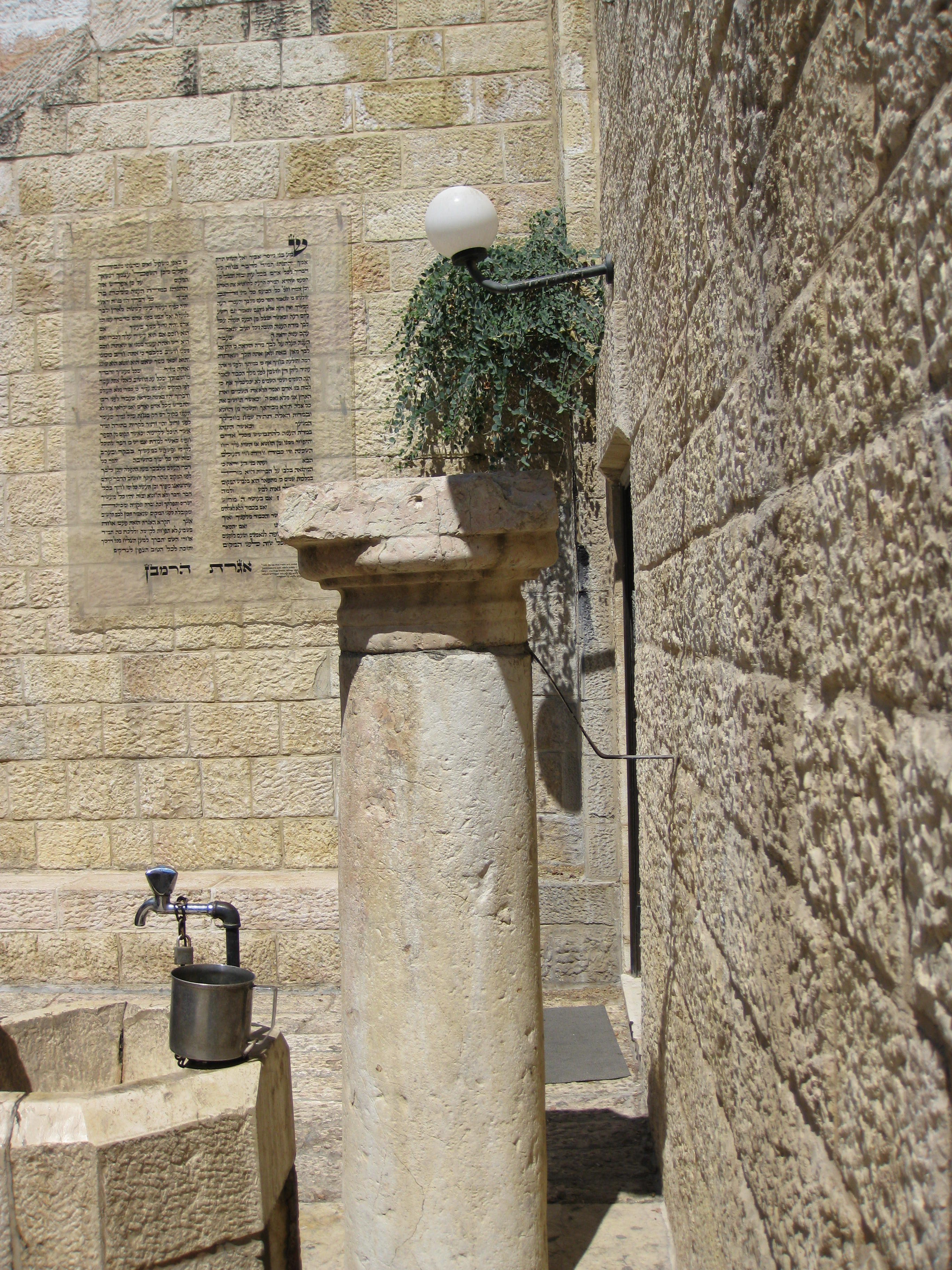
یک ظرفشویی مخصوص شستن دست در ورودی کنیسه رامبان.

قانون یهود شستن آیینی دستان را در موارد مختلف تجویز می‌کند. این عمل به‌طور کلی با اصطلاح عبری נטילת ידיים یتعیم نطیلات  یا نطیلا که به معنای بلند کردن بالای دست است شناخته می‌شود.
تلمود از الزام شستن دست‌ها در لاویان ۱۵:۱۱ به عنوان اشاره ای به قانون کلی شستن دست‌ها، با استفاده از asmachta (یک اشاره کتاب مقدس، و نه یک الزام صریح) استفاده کرد.

## مواردی برای شستن دست

### قبل از عبادت
طبق شولحان عاروخ، فرد باید قبل از نماز هر دو دست خود را بشوید. این شستشوی دست نیازی به استفاده از جام (یا ظرف مشابه) ندارد، اگرچه بسیاری از آنها رسم استفاده از جام را دارند. هیچ وردی روی این شستشو خوانده نمی‌شود. در صورت عدم دستیابی به آب، ممکن است دست‌ها به نحوی دیگری تمیز شوند.